# روب آدم
روب آدم (بالإنجليزية: Rob Adam)‏ هو فيزيائي جنوب أفريقي، ولد في 13 سبتمبر 1955.